# Río Trabancos
Río Trabancos är ett vattendrag i Spanien. Det ligger i den centrala delen av landet, 170 km nordväst om huvudstaden Madrid.